# 孟连昆
孟连昆（1925年—2011年），男，直隶（今河北）蠡县人，中华人民共和国政治人物，曾任中共中央组织部副部长，第七届全国人大常委会委员。